# Mercury Custom
Der Mercury Custom war ein PKW, der von 1952 bis 1956 von Mercury, einer Marke der Ford Motor Company, hergestellt wurde.

## Serien 2M / 3M / 4M (1952–1954)
Erstmals erhielten die Mercury-Fahrzeuge 1952 Modellbezeichnungen. Bis dahin wurden sie nur als Mercury verkauft. Die Custom-Serie war einfacher ausgestattet; die besser ausgestattete Baureihe hieß Monterey-Serie. Wie die Ford-Modelle desselben Jahrgangs waren sie komplett überarbeitet worden. Es gab nun eine einteilige Windschutzscheibe, die Heckscheibe war als Panoramascheibe ausgeführt. Erstmals zeigten die Mercury-Modelle die modische Pontonform mit glatter Motorhaube. Der seitengesteuerte V8-Motor hatte, wie der des Vorgängers, 4185 cm³ Hubraum, leistete aber 125 bhp (92 kW) bei 3700/min. Den Custom gab es als zweitüriges Coupé, zwei- oder viertürige Limousine oder fünftürigen Kombi mit 6 oder 8 Sitzplätzen.
1953 wurde das Modell leicht überarbeitet. Die Stoßfängerhörner hatten nun das Aussehen von Raketen und die Z-förmige Seitenlinie wich geraden Chromleiste auf Höhe der Gürtellinie. Die Kombimodelle fielen weg.
Auch 1954 gab es wenige Änderungen: Lediglich die vertikalen Rücklichter griffen um die Fahrzeugecken herum. Die wesentlichen Änderungen waren am Motor zu verzeichnen. Das neue V8-Aggregat besaß nun obenliegende Ventile und leistete bei annähernd gleichem Hubraum (4195 cm³) 162 bhp (119 kW). Das Sportcoupé war einer Hardtop-Variante gewichen.
Insgesamt entstanden in drei Jahren ca. 324.000 Custom.

## Serien 1955 / 1956
1955 wurden die Mercury-Modelle wieder grundlegend überarbeitet. Der Radstand wuchs um 25 mm und die Fahrzeuge wurden etwas breiter und länger. Die Scheinwerfer verschwanden unter nach vorne geneigten Schuten in Wagenfarbe und die Querstäbe des verchromten Kühlergrills gingen in die seitlichen Chromleisten über. Der massive vordere Stoßfänger hatte sechs große Öffnungen und die Stoßfängerhörner hatten wieder ihre vertikale Form angenommen. Mit den 1952er-Modellen hatten die neuen Wagen die Z-förmige Seitenlinie gemeinsam. Ein größerer Motor mit 4785 cm³ Hubraum wurde eingesetzt. Es leistete 188 bhp (138 kW) bei 4400/min. Neben den Karosserieformen des Vorjahres gab es auch wieder einen fünftürigen Kombi mit sechs Sitzen.
Im Folgejahr löste der Medalist den Custom als einfachstes Mercury-Modell ab. Der 1956er-Custom stellte nun eine mittlere Ausstattungsvariante dar; darüber rangierten der Monterey und der neue Montclair. Stilistisch gab es nur wenige Änderungen im Vergleich zum Vorjahr. Ein noch größerer Motor mit 5112 cm³ Hubraum und einer Leistung von 210 bhp (154 kW) bei 4600/min. wurde eingesetzt. Zusätzlich zu den Modellen des Vorjahres wurde auch wieder ein 8-sitziger Kombi sowie eine 4-türige Hardtop-Limousine und ein 2-türiges Cabriolet angeboten.
In diesen beiden Jahren entstanden 158.016 Exemplare. 1957 entfielen der Custom und der gerade erst eingeführte Medalist ersatzlos und der Monterey wurde zum einfachsten Mercury-Modell.

## Quelle
- Gunnell, John: Standard Catalog of American Cars 1946-1975, Krause Publications, Iola (2002), ISBN 0-87349-461-X.